# Station North Sydney
North Sydney is een station van de CityRail in North Sydney, een buitenwijk van de Australische stad Sydney.
Het station is gelegen aan de North Shore Line en de Northern Line en werd geopend op 19 maart 1932. Het ligt ongeveer 5 kilometer van het Centraal Station in Sydney af.
Het station heeft vier perrons aan vier sporen. Perron 2 is op dit moment nog niet in gebruik.
De sporen zijn eigenlijk ontworpen om de oversteek over de Sydney Harbour Bridge te maken.